# Larvae
Die Larvae (Singular larva, meist aber im Plural verwendet) oder Lemures (Singular lemur, meist aber im Plural verwendet) waren in der römischen Religion die Geister der Verstorbenen.
Die Unterscheidung zwischen lemures und larvae ist unklar, möglicherweise sind erstere älter, allmählich aber zugunsten der letzteren mehr in den Hintergrund getreten.
Die ab dem 2. Jahrhundert n. Chr. belegte Bestimmung von lemures als frisch abgeschiedenen Seelen, von larvae als per se oder aufgrund von Vernachlässigung des Kults bösen und von lares als guten Totengeistern (während manes nicht festgelegt waren) ist ein nachträgliches Modell und nicht über die ganze Zeitspanne der römischen Antike gültig, die Wertungen wechseln von Autor zu Autor.
Jedoch scheinen sowohl larvae als auch lemures meist und zudem ursprünglich bedrohliche Gespenster gewesen zu sein:
Das ihnen gewidmete Fest lemuria wies apotropäische Züge auf, sprachwissenschaftlich  wird lemures mit einem lamia genannten Vampir des Volksglaubens sowie dem griechischen Wort λαμυρός lamyrós („gierig“, „gefräßig“) in Verbindung gebracht, und larva (wahrscheinlich mit lar und lares verwandt) erschien als Schimpfwort im Sinne von „Fratze“.
In Goethes Faust. Der Tragödie zweiter Teil, 5. Akt, werden die Totengeister von Mephistopheles zur Grablegung des Faust herbeigerufen:
Herbei, herbei! Herein, herein!

Ihr schlotternden Lemuren,

Aus Bändern, Sehnen und Gebein

Geflickte Halbnaturen.
Die als Lemuren bezeichneten Feuchtnasenaffen (früher Halbaffen) erhielten ihren von den lemures abgeleiteten Namen Lemuriformes wegen ihrer oft nächtlichen Lebensweise und ihres dank der großen Augen markanten Gesichts.